# Luigi Tonelli
Luigi Tonelli (Teramo, 17 luglio 1890 – Roma, 21 gennaio 1939) è stato un critico letterario, critico teatrale e scrittore italiano, che si dedicò allo studio di varie figure della letteratura italiana, in particolar modo Dante Alighieri e Alessandro Manzoni.

## Biografia
Nato a Teramo, Luigi Tonelli si laureò in lettere a Firenze sotto la guida di Guido Mazzoni. Dopo aver partecipato alla prima guerra mondiale, durante la quale gli fu conferita la medaglia al valore, Tonelli fu insegnante di Letteratura poetica e drammatica nel Conservatorio di Parma e in quello di Roma. insegnò poi Letteratura italiana all'Università di Roma, in sostituzione di Vittorio Rossi, prima e, dal 1937 alla prematura morte, alla Cattolica di Milano. In qualità di docente e ricercatore, fu collaboratore di riviste quali il «Marzocco», la «Rivista d'Italia» ed «Aevum», ma anche di giornali quali Il Resto del Carlino. Fu anche socio d'onore della Cattedra Petrarchesca di Arezzo. Scrittore e commediografo, Tonelli, per quanto riguardò l'attività accademica, si dedicò a figure della letteratura italiana che spaziano, cronologicamente, da Dante all'età contemporanea, ma i suoi campi d'indagine principale riguardarono il teatro italiano, il Sommo Poeta e Alessandro Manzoni.
Riguardo a Dante, Tonelli si segnalò principalmente per il saggio Dante e la poesia dell'ineffabile (1934), in cui cercò di rivalutare la poetica del Paradiso distinguendo poi tre gradi di poetica, riguardanti ciascuna cantica della Commedia: «nell'Inferno prevale la poesia del meraviglioso, nel Purgatorio la poesia del sovraumano, e nel Paradiso la poesia dell'ineffabile», dove per poesia dell'ineffabile si intende quella poesia che, grazie all'intuizione poetica, narra delle verità incomprensibili alla mente umana, quali la Trascendenza divina.
Riguardo a Manzoni, invece, Tonelli si segnalò per un'importante biografia del poeta pubblicata nel 1928, in cui analizza non soltanto l'aspetto puramente biografico, ma anche l'evoluzione dello scrittore dall'ideologia illuminista a quella della conversione, momento in cui si nota una religiosità di stampo giansenista (e pienamente ortodossa nella maturità) e una visione politica di stampo invece liberale che rimase inalterata.
Commentando il suo articolo Il carattere e l'opera di Luigi Capuana, Antonio Gramsci definì il Tonelli uno « sciocco [...] che non capisce nulla ».

## Opere

### Saggi
- L'evoluzione del teatro contemporaneo in Italia, Milano, Remo Sandron, 1911, SBN CFI0500826.
- La tragedia di Gabriele D'Annunzio, Milano, Remo Sandron, 1913, SBN LO10500707.
- La critica letteraria italiana negli ultimi cinquant'anni, Bari, G. Laterza e figli, 1913, SBN CFI0500829.
- Carlo Dossi, in Nuova Antologia, Roma, Direzione della Nuova Antologia, 1914,  pp. 5-14, SBN RAV1949776.
- Lo spirito francese contemporaneo, Milano, Treves, 1917, SBN RAV0252700.
- Il mondo mistico-poetico di Novalis, in Nuova Antologia, Roma, Direzione della Nuova Antologia, 1919, SBN RAV1949776.
- Il teatro di Luigi Pirandello, in Rassegna Nazionale, Roma, Rassegna Nazionale, 16 gennaio 1920, SBN RMR0239661.
- L'insegnamento di Verga, in Rassegna Nazionale, Roma, Rassegna Nazionale, 1-16 novembre 1920, SBN RMR0173613.
- Alla ricerca della personalità: saggi di critica militante, Milano, Modernissima, 1923, SBN IEI0008076.
- Il canto sedicesimo del Purgatorio, in La Parola, Torino, Tipografia sociale torinese, ottobre 1924, SBN TO01063035.
- L'anima moderna: da Lessing a Nietzsche, Milano, Modernissima, 1925, SBN NAP0239446.
- Ada Negri, in Rassegna italiana, Roma, Stabilimento poligrafico editoriale romano, luglio 1925, SBN RAV1861062.
- Il carattere e l'opera di Luigi Capuana, in Nuova Antologia, Roma, Società Nuova Antologia, 1º maggio 1928, SBN RAV1949776.
- Manzoni, Milano, Corbaccio, 1928, SBN LO10259607.
- Petrarca, Milano, Corbaccio, 1930, SBN UBO0249259.
- Il canto XXIII del Paradiso, in Convivium, n. 5, Torino, Società Editrice Internazionale, 1932,  pp. 675-69, SBN CAM0207857.
- Il canto secondo del Purgatorio, in Giornale dantesco, vol. 34, n. 4, Firenze, Olschki, 1933, SBN TO01063026.
- L'amore nella poesia e nel pensiero del Rinascimento, Firenze, Sansoni, 1933, SBN LO10255850.
- Il canto delle conversioni (il XIX del Purgatorio), in Convivium, vol. 12, n. 2, Torino, Societa editrice internazionale, gennaio-febbraio 1934,  pp. 183-198, SBN TO01063020.
- Dante e la poesia dell'ineffabile, Firenze, G. Barbera, 1934, SBN RAV0306158.
- Tasso, Torino, Paravia & C., 1935, SBN LO10255742.
- Leopardi, Milano, Corbaccio, 1937, SBN LO10518815.
- Francesco De Sanctis e la critica italiana contemporanea, in Aevum, vol. 12, n. 1, Milano, Società Editrice Internazionale, Gennaio-Marzo 1938,  pp. 189-209, SBN TO01063012.

### Romanzi
- Luigi Tonelli, L'anima e il tempo: stazioni spirituali d'un combattente, Bologna, Zanichelli, 1921, SBN RAV0204786.
- Tormento, Milano, Modernissima, 1924, SBN PAL0091423.
- La cattedrale sommersa, Milano, Fratelli Treves, 1925, SBN CFI0500904.
- Gli inebriati, Foligno, F. Campitelli, 1926, SBN TO01032735.
- Felicità perdute, Lanciano, G. Carabba, 1931, SBN CFI0500892.